# Wilhelm Schulze (Tiermediziner)
Wilhelm Schulze (* 10. Dezember 1920 in Leipzig-Möckern; † 30. Dezember 2002 in Hannover) war ein deutscher Veterinärmediziner.

## Leben
Wilhelm Schulze studierte an der Universität Leipzig und der Tierärztlichen Hochschule Hannover Veterinärmedizin. In Hannover wurde er Mitglied des Corps Hannoverania Hannover. 1944 wurde er in Hannover zum Dr. med. vet. promoviert. 1949 habilitierte er sich Leipzig für Klinische Veterinärmedizin, wo er 1950 zum außerordentlichen und 1953 zum ordentlichen Professor und Direktor der Klinik für kleine Haustiere ernannt wurde. 1952 wurde er zum Dekan der Veterinärmedizinischen Fakultät der Universität Leipzig gewählt. 1957 nahm er einen Ruf an die Tierärztliche Hochschule Hannover als ordentlicher Professor und Nachfolger von Edmund Hupka an. Als deren Direktor baute er die Medizinisch-Forensischen Klinik zur Klinik für kleine Klauentiere und forensische Medizin und Ambulatorische Klinik um. In wenigen Jahren verschaffte er der Klinik weltweite Anerkennung auf dem Gebiet der Schweinekrankheiten und deren Behandlung. 1984 wurde er emeritiert.
Schulze verfasste mehr als 500 Publikation sowie einige in mehrfachen Auflagen erschienene Lehrbücher. Von 1964 bis 1980 war er Mitherausgeber der Deutschen Tierärztlichen Wochenschrift. Während seines Professorats in Leipzig gehörte er von 1951 bis 1957 der Deutschen Akademie für Landwirtschaftswissenschaften an. 1964 wurde er in die Königliche Flämische Akademie für Medizin in Brüssel berufen.

## Auszeichnungen
- Bundesverdienstkreuz 1. Klasse, 1984
- Ehrendoktor der Freien Universität Berlin, 1981
- Ehrendoktor der Veterinärmedizinischen Universität Wien, 1983
- Ehrendoktor der Landwirtschaftlichen Universität Warschau, 1983
- Ehrendoktor der Universität Leipzig, 1995

## Schriften
- Gliedmaße oder Huf als Grundlage für das Beurteilen des Pferdes zum Beschlag?, 1944
- Die Staupe des Hundes, 1948
- Leitfaden der Ziegenkrankheiten, 1951; 2. verbesserte Auflage 1960
- Die Arzneiverordnung des Tierarztes, 1958 (mit Bentz und Schneider)
- Ein Beitrag zu den Fütterungsfehlern beim Schwein, 1962
- Anaesthesie und Sedation beim Schwein, 1964
- Schweinekrankheiten, 1966, 2. überarbeitete Auflage 1969, 3. überarbeitete Auflage 1970, 4. Auflage 1974
- Klinik der Schweinekrankheiten, 1981